# Mansfelder Land
Mansfelder Land là một huyện cũ (Kreis) in the middle of Saxony-Anhalt, Đức. Các huyện giáp ranh (từ phía bắc theo chiều kim đồng hồ) là: Aschersleben-Staßfurt, Bernburg, Saalkreis, Merseburg-Querfurt, Sangerhausen và Quedlinburg. Huyện đã được sáp nhập vào huyện mới Mansfeld-Südharz ngày 1 tháng 7 năm 2007 trong cuộc cải cách huyện ở Sachsen-Anhalt năm 2007.

## Lịch sử
Huyện đã được thành lập vào năm 1994 thông qua việc hợp nhất các huyện cũ Hettstedt và Eisleben. Các huyện này là các đơn vị kế tục của Mansfelder Gebirgskreis (huyện miền núi Mansfeld) và Mansfelder Seekreis (huyện hồ Mansfeld), được đổi tên sau đệ nhị thế chiến.
Thành phố Eisleben là quê hương của Martin Luther.

## Địa lý
Huyện tọa lạc ở chân đồi phía nam dãy núi Harz.

## Thị xã và đô thị
| Thị xã      | Verwaltungsgemeinschaften |
| ----------- | --- |
| 1. Mansfeld | 1. Gerbstedt (bao gồm cả thị xã Gerbstedt) 2. Hettstedt (bao gồm cả thị xã Hettstedt) 3. Lutherstadt Eisleben (bao gồm cả thị xã Eisleben) 4. Mansfelder Grund-Helbra 5. Seegebiet Mansfelder Land 6. Wipper-Eine (bao gồm cả thị xã Sandersleben) |